# 大武氣象站

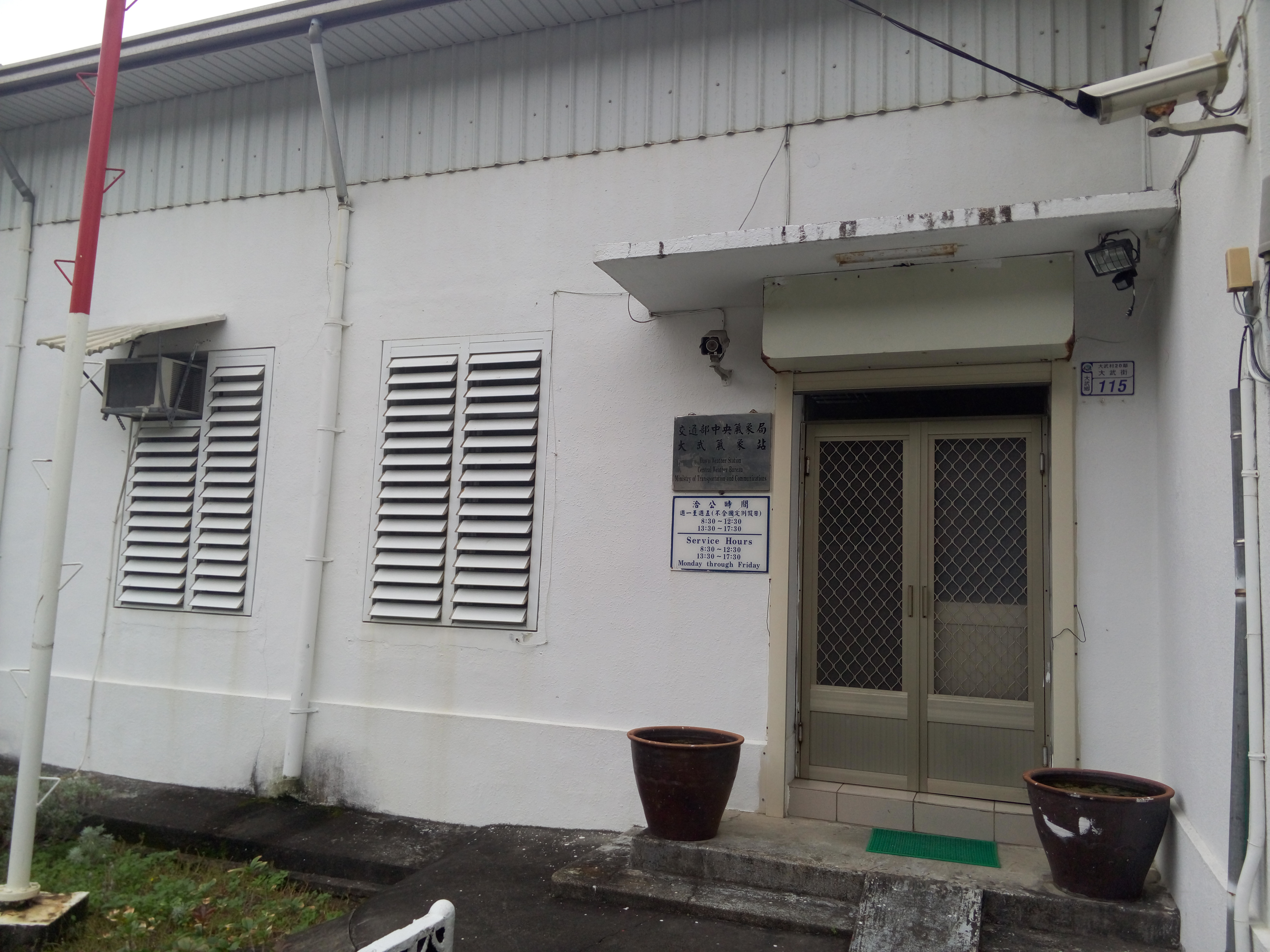
大武氣象站門牌

大武氣象站為一座位在臺灣臺東縣大武鄉的氣象觀測站，為臺灣東部地區的一座重要氣象觀測站。該座觀測站由行政院交通部中央氣象署所擁有，全名為交通部中央氣象署大武氣象站。該站編制人員於2024年9月26日遷至雲林縣古坑鄉的「古坑氣象站」，原站區由中央氣象署臺東氣象站接管，站名變更為「中央氣象署臺東氣象站大武站區」，測站代號沿用：46754。

## 沿革

### 日治時期
大武氣象站最早於臺灣日治時期由台灣總督府所成立，當時的名稱是大武出張所，與新港出張所（現為成功氣象站）、台南飛行場出張所以及宜蘭飛行場出張所等三座氣象觀測站同時成立。然而，起初因大武地區地處偏遠，因此當時觀測站內的設施極為簡陋。

### 戰後至今
1945年10月，第二次世界大戰結束，國民政府接收臺灣。11月1日，國民政府指派石延漢前來臺灣進行日治時期所遺留之氣象設施的接收作業，並成立「臺灣省氣象局」，隸屬在臺灣行政長官公署之下。大武出張所，在由氣象局接收後，站名改名為「臺灣省氣象局大武測候所」，後再改隸屬在臺灣省政府之下。1948年1月，臺灣省氣象局改制為臺灣省氣象所，並且隸屬在臺灣省交通處之下，大武測候所再次改名為「臺灣省氣象所大武測候所」。
1965年9月1日，臺灣省氣象所再度改制為臺灣省氣象局，旗下氣象觀測機構則名稱不變。1971年7月1日，臺灣省氣象局恢復原在中國大陸的建制為交通部中央氣象局，而雖然隸屬單位的名稱經過多次更迭，但大武測候所方面僅單位全名的直隸單位方面有進行更換，站名依舊保持不變。直到1976年11月10日，中央氣象局依據其「附屬測站組織通則」，將大武測候所改名為大武氣象測站，全名為「中央氣象局大武氣象測站」，並將該氣象站歸類在四等氣象站之中。
1989年8月1日，大武氣象測站再依交通部中央氣象局附屬測報機構全銜更名，修正為「交通部中央氣象局大武氣象站」至今。
2015年6月，大武氣象站測得大武地區的平均溫度高達攝氏29.7度，打破了自1987年以來每月平均溫度的最高紀錄。而6月當中，有11天都刮焚風，從26日至30日連續5天溫度都超過攝氏38度，上述的溫度數據也都創下了大武氣象站設站以來的新紀錄。其中，該年的6月17日，大武氣象站測得最高溫高達攝氏38.7度，是全臺灣氣象站中所測得6月歷史第2高的高溫紀錄。

## 站體結構
大武氣象站站內共有辦公廳、宿舍區以及發電機室等。其中，辦公廳內還分為工作房、資料室、主任室、值夜室各一間，而觀測儀器則集中於工作房內。

## 資料來源
1. 1 2  . 臺灣鐵路管理局.   [2016-02-24]. （原始内容存档于2016-03-05） （中文（臺灣））.
2. 1 2  . 交通部中央氣象署. （原始内容存档于2021-11-15） （中文（臺灣））.
3. 1 2 3 4 5 6  . 交通部中央氣象署. （原始内容存档于2021-03-02） （中文（臺灣））.
4. ↑  劉昭民. . 臺北市. 2011. ISBN 9789570525656.
5. 1 2  . 大紀元. 2015-07-01  [2016-02-24]. （原始内容存档于2020-02-15） （中文（臺灣））.
6. 1 2  . 客家電視台. 2015-06-17  [2016-02-24]. （原始内容存档于2020-02-15） （中文（臺灣））.
7. ↑  黃力勉. . 客家電視台. 2015-07-02  [2016-02-24]. （原始内容存档于2020-02-15） （中文（臺灣））.

## 外部連結
- 交通部中央氣象署大武氣象站 （页面存档备份，存于）